# ルイ2世 (ヴァンドーム公)
ルイ・ド・ブルボン（Louis（II）de Bourbon, duc de Vendôme, 1612年10月 - 1669年8月6日）は、フランスの貴族・廷臣・聖職者。フランス王アンリ4世の孫息子の1人。ヴァンドーム公爵、エタンプ公爵、メルクール公爵、パンティエーヴル公爵（在位：1665年 - 1669年）。

## 生涯
アンリ4世の庶長子であるヴァンドーム公セザールと、メルクール公フィリップ＝エマニュエルの娘で相続人フランソワーズの長男でボーフォール公フランソワの兄。軍人となり1640年にはプロヴァンス地方の知事となった。1651年2月4日、ジュール・マザラン枢機卿の姪で「マザリネット」の1人であるラウラ・マンチーニと結婚した。
1657年に妻ラウラが第3子を出産した際に亡くなると、ルイは聖職者となり、1667年には枢機卿となって「ヴァンドーム枢機卿（cardinal de Vendôme）」と呼ばれた。1669年のルイの死後、幼い息子達は義妹のブイヨン公爵夫人マリア・アンナ・マンチーニに引き取られた。

## 子女
妻ラウラとの間に3人の息子をもうけた。
- ルイ・ジョゼフ（1654年 - 1712年） - ヴァンドーム公爵
- フィリップ（1655年 - 1727年） - ヴァンドーム公爵
- ジュール・セザール（1657年 - 1660年）